# Boujailles
Boujailles est une commune française située dans le département du Doubs, la région culturelle et historique de Franche-Comté et la région administrative Bourgogne-Franche-Comté.
Ses habitants sont nommés les Boujaillons et Boujaillonnes.

## Géographie
Boujailles est située sur la zone des plateaux du Jura dont l'altitude est de 800/900 mètres. Le sol est constitué de terrains calcaires érodés et formant par endroits des dolines. Néanmoins, le territoire de cette commune comprend une vaste étendue de terrains cultivables, de faible déclivité, ainsi que de pâturages. Le village est implanté au cœur d'une cuvette, laquelle est entourée de forêts de conifères, dont la forêt de la Joux, une très belle sapinière.

### Climat
Pour des articles plus généraux, voir Climat de la Bourgogne-Franche-Comté et Climat du Doubs.
En 2010, le climat de la commune est de type climat de montagne, selon une étude du Centre national de la recherche scientifique s'appuyant sur une série de données couvrant la période 1971-2000. En 2020, Météo-France publie une typologie des climats de la France métropolitaine dans laquelle la commune est dans une zone de transition entre le climat semi-continental et le climat de montagne et est dans la région climatique Jura, caractérisée par une forte pluviométrie en toutes saisons (1 000 à 1 500 mm/an), des hivers rigoureux et un ensoleillement médiocre.
Pour la période 1971-2000, la température annuelle moyenne est de 7,4 °C, avec une amplitude thermique annuelle de 16,1 °C. Le cumul annuel moyen de précipitations est de 1 593 mm, avec 13,7 jours de précipitations en janvier et 10,6 jours en juillet. Pour la période 1991-2020, la température moyenne annuelle observée sur la station météorologique de Météo-France la plus proche, « Coulans », sur la commune d'Éternoz à 14 km à vol d'oiseau, est de 10,5 °C et le cumul annuel moyen de précipitations est de 1 259,2 mm. 
La température maximale relevée sur cette station est de 38,7 °C, atteinte le 24 août 2023 ; la température minimale est de −18,9 °C, atteinte le 20 décembre 2009,,.
Les paramètres climatiques de la commune ont été estimés pour le milieu du siècle (2041-2070) selon différents scénarios d'émission de gaz à effet de serre à partir des nouvelles projections climatiques de référence DRIAS-2020. Ils sont consultables sur un site dédié publié par Météo-France en novembre 2022.

## Urbanisme

### Typologie
Au 1er janvier 2024, Boujailles est catégorisée commune rurale à habitat dispersé, selon la nouvelle grille communale de densité à 7 niveaux définie par l'Insee en 2022.
Elle est située hors unité urbaine. Par ailleurs la commune fait partie de l'aire d'attraction de Pontarlier, dont elle est une commune de la couronne,. Cette aire, qui regroupe 54 communes, est catégorisée dans les aires de moins de 50 000 habitants,.

### Occupation des sols
L'occupation des sols de la commune, telle qu'elle ressort de la base de données européenne d’occupation biophysique des sols Corine Land Cover (CLC), est marquée par l'importance des territoires agricoles (60,9 % en 2018), une proportion sensiblement équivalente à celle de 1990 (60,3 %). La répartition détaillée en 2018 est la suivante : 
forêts (35,3 %), zones agricoles hétérogènes (31,5 %), prairies (29,4 %), zones urbanisées (2,1 %), zones humides intérieures (1,7 %). L'évolution de l’occupation des sols de la commune et de ses infrastructures peut être observée sur les différentes représentations cartographiques du territoire : la carte de Cassini (XVIIIe siècle), la carte d'état-major (1820-1866) et les cartes ou photos aériennes de l'IGN pour la période actuelle (1950 à aujourd'hui).

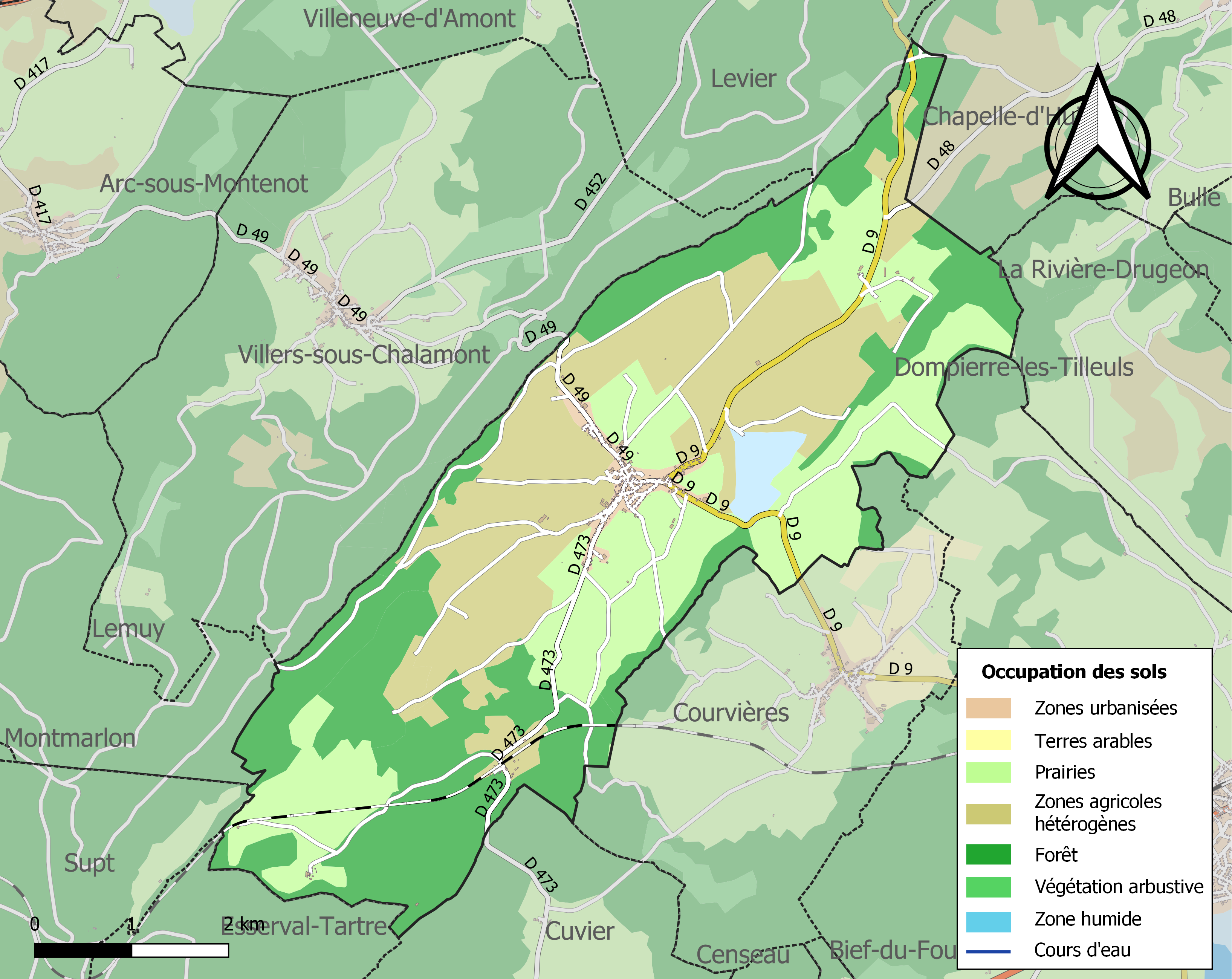
Carte des infrastructures et de l'occupation des sols de la commune en 2018 (CLC).

## Toponymie
Borgalia en 862 ; Bugalle en 1237 ; Bougaillie en 1266 ; Boujailles en 1311 ; Bougaylle en 1314 ; Boujaille en 1332 ; Boujailles depuis 1584.

## Histoire
La première mention du village se trouve dans le récit du voyage qu'avaient fait des envoyés de Charles-le-Chauve à Rome en 862 pour en rapporter les reliques de Saint Urbain et de Saint Tiburce. Sur le chemin du retour, ils passèrent par le monastère d'Agaune, par Lausanne, Orbe et Pontarlier pour arriver ensuite à « Boujeailles, in villam cui Botgallia nomen est » ; là, suivant la chronique des Bollandistes, un habitant souffrant d'épilepsie a été guéri après avoir touché le cercueil renfermant les reliques.
Boujailles relevait de la seigneurie de Chalamont et ses origines remontent au IXe siècle. Dès cette époque, ce village a bénéficié de sa position sur la voie reliant les monastères de Saint-Bénigne à Dijon à Saint Maurice d'Agaune en Valais.
À partir du XIIIe siècle, un axe médiéval reliant Salins à la Suisse permettait d'acheminer vers l'Italie les produits provenant des foires de Champagne (épices, soie, coton, articles de luxe) ainsi que le sel de Salins.
La justice de la seigneurie de Chalamont était rendue à Boujailles, d'ailleurs c'était là que se trouvait le signe patibulaire, c'était là aussi que se trouvaient des halles dont la gabelle augmentait les revenus du seigneur. En 1261, un acte de la maison de Chalon-Arlay traitait de la reconnaissance de la tenue du fief par Adeline, fille de Hugon de Chalamont et de Vuillat de Chalamont. Quelques années plus tard, c'était au tour d'Henry de Joux et de Guillauma, son épouse, de rendre hommage à la comtesse Laure pour plusieurs localités dont celle de Boujailles.
À Boujailles, le passage de Chalamont servait de péage entre Salins et Pontarlier. Cette situation favorisa le développement du village, notamment par la création d'hospices-relais.
Sur le lieu même du péage, le château de Chalamont fut érigé au XIIIe siècle, par la maison de Chalon, vaillante défenderesse de la Comté. Jean de Chalon-Arlay, résistant aux tentatives de soumission des barons comtois de la part du duc de Bourgogne Philippe-le-Hardi, y fut enfermé en 1392.
À l'exception du passage de Chalamont, aucune autre trace ne subsiste, dans la commune, de cette époque médiévale.

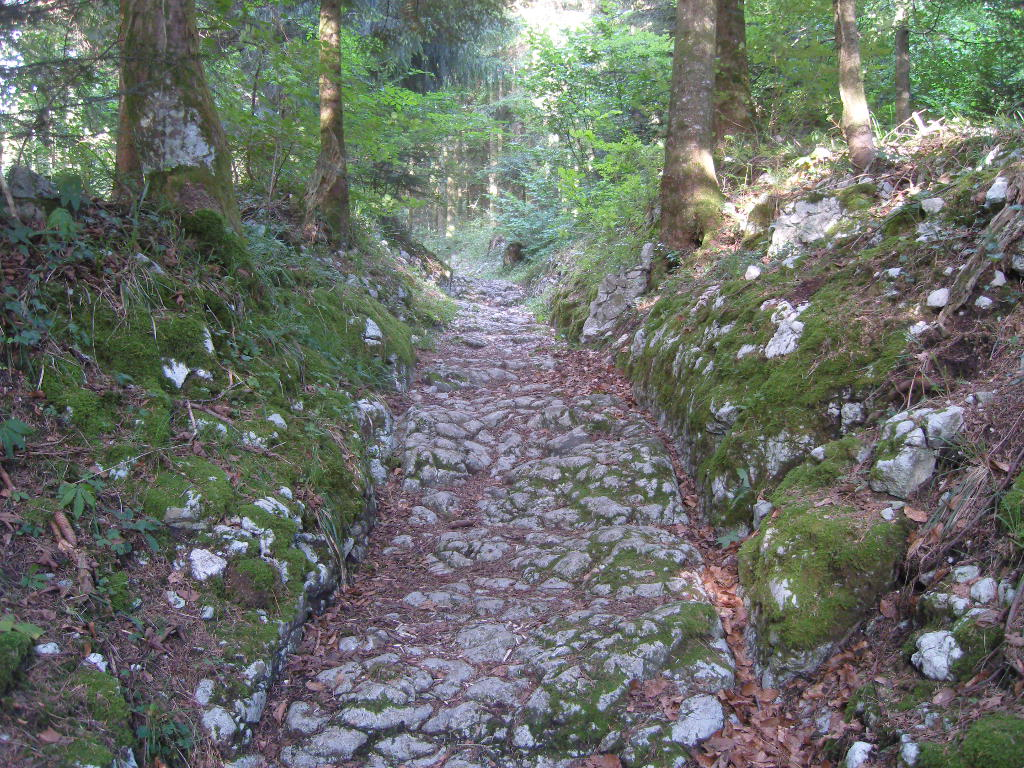
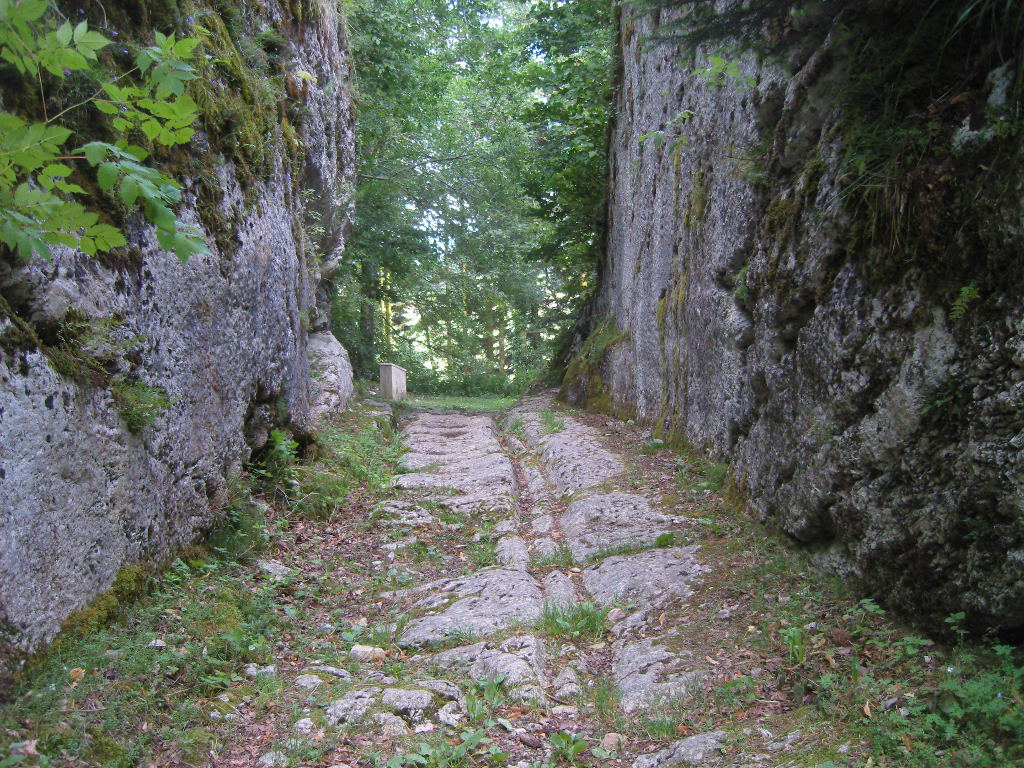
Péage de Chalamont, et la « voie antique » qui reliait Salins à Pontarlier.
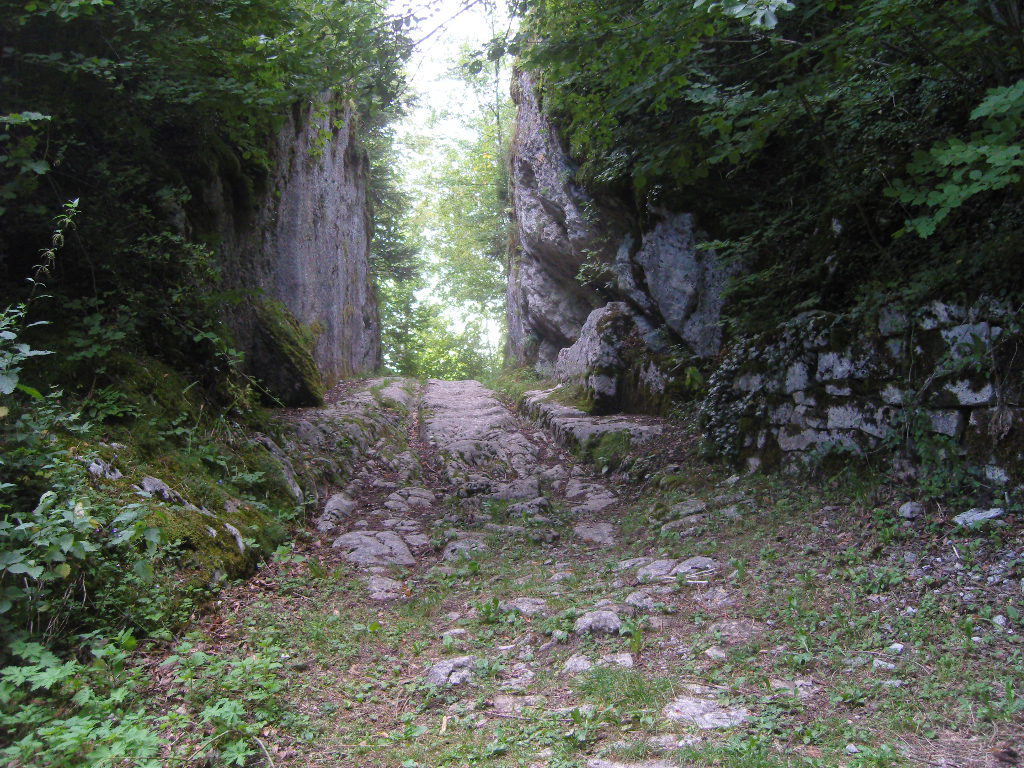

## Héraldique
| Blason de Boujailles | Blason  | De sinople à la bande d'argent.                  |
| Blason de Boujailles | Détails | Le statut officiel du blason reste à déterminer. |

## Politique et administration
| Période                                  | Période  | Identité            | Étiquette | Qualité  |
| ---------------------------------------- | -------- | ------------------- | --------- | -------- |
| 1995                                     | 2008     | Rolande Dussouillez |           |          |
| mars 2008                                | 2020     | Gérard Paulin       | DVD       | Retraité |
| mai 2020                                 | En cours | Fabrice Picard      | DVD       | Artisan  |
| Les données manquantes sont à compléter. |          |                     |           |          |

## Démographie
Les habitants sont nommés les Boujaillons et les habitantes les Boujaillonnes.
L'évolution du nombre d'habitants est connue à travers les recensements de la population effectués dans la commune depuis 1793. Pour les communes de moins de 10 000 habitants, une enquête de recensement portant sur toute la population est réalisée tous les cinq ans, les populations de référence des années intermédiaires étant quant à elles estimées par interpolation ou extrapolation. Pour la commune, le premier recensement exhaustif entrant dans le cadre du nouveau dispositif a été réalisé en 2006.

En 2022, la commune comptait 459 habitants, en évolution de +8,77 % par rapport à 2016 (Doubs : +1,88 %, France hors Mayotte : +2,11 %).
| 1793 | 1800 | 1806 | 1821 | 1831  | 1836  | 1841  | 1846  | 1851 |
| ---- | ---- | ---- | ---- | ----- | ----- | ----- | ----- | ---- |
| 845  | 833  | 965  | 950  | 1 060 | 1 042 | 1 059 | 1 015 | 935  |

| 1856 | 1861 | 1866 | 1872 | 1876 | 1881 | 1886 | 1891 | 1896 |
| ---- | ---- | ---- | ---- | ---- | ---- | ---- | ---- | ---- |
| 863  | 848  | 816  | 824  | 860  | 795  | 745  | 767  | 739  |

| 1901 | 1906 | 1911 | 1921 | 1926 | 1931 | 1936 | 1946 | 1954 |
| ---- | ---- | ---- | ---- | ---- | ---- | ---- | ---- | ---- |
| 612  | 605  | 596  | 522  | 542  | 554  | 610  | 540  | 563  |

| 1962 | 1968 | 1975 | 1982 | 1990 | 1999 | 2006 | 2011 | 2016 |
| ---- | ---- | ---- | ---- | ---- | ---- | ---- | ---- | ---- |
| 473  | 431  | 368  | 413  | 354  | 371  | 415  | 412  | 422  |

| 2021 | 2022 | - | - | - | - | - | - | - |
| ---- | ---- | - | - | - | - | - | - | - |
| 452  | 459  | - | - | - | - | - | - | - |

## Culture locale et patrimoine

### Lieux et monuments

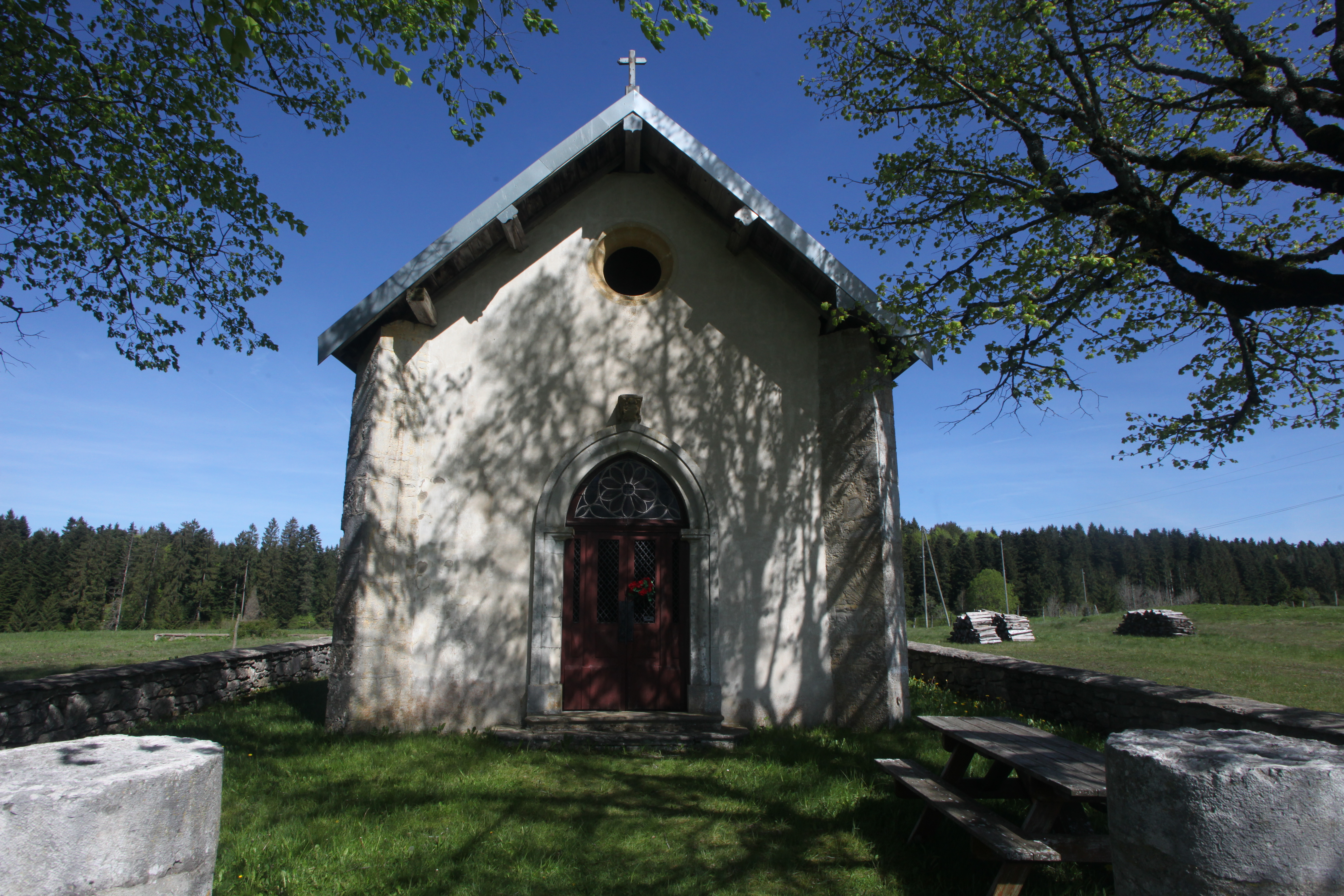
La chapelle Notre-Dame des Champs.

- L'église Saint-Maurice, construite entre 1844 et 1849, classée aux Monuments historiques depuis 1995.
- La chapelle Notre-Dame des Champs construite en 1707, recensée dans la base Mérimée à la suite du récolement de 1975[21].

### Personnalités liées à la commune
Sœur Marie-Aloysia Juillerat dite « la sœur de Boujailles », née Suzanne Juillerat, le 16 janvier 1909 près du Locle (Suisse), s'est éteinte le 22 mars 2015 à l'âge de 106 ans, après 89 années de vie religieuse.
Pendant plus d'un demi-siècle, Sœur Marie-Aloysia a guéri de nombreuses personnes qui affluaient de tout l'Est de la France et bien au-delà.